# Drapeau d'Auvergne-Rhône-Alpes
Pour un article plus général, voir Auvergne-Rhône-Alpes#Toponymie, logotype et symboles.
Pour un article plus général, voir Liste des drapeaux des régions et territoires français.
Le drapeau d'Auvergne-Rhône-Alpes est le drapeau de la région française d'Auvergne-Rhône-Alpes.

## Histoire

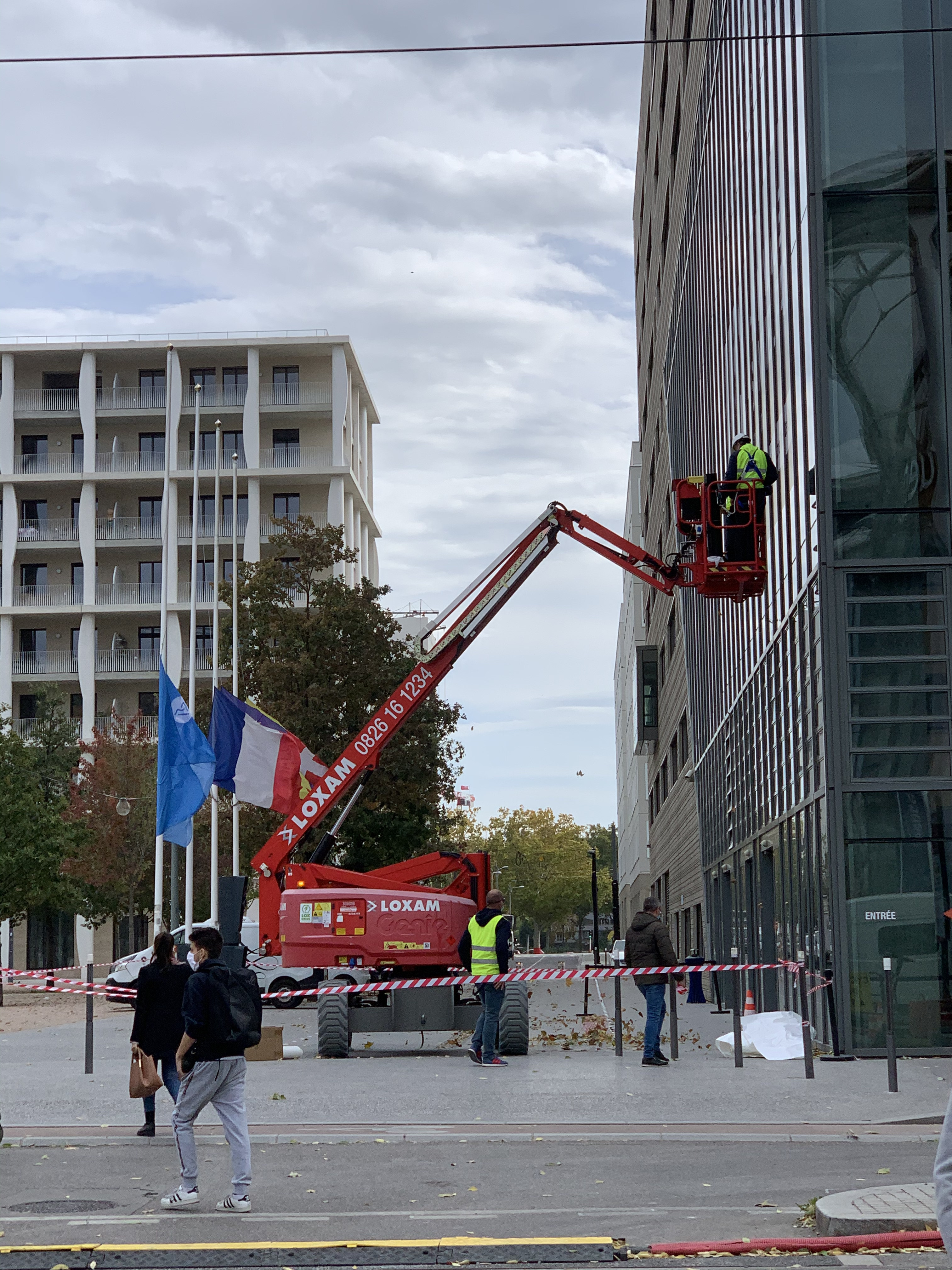
Le drapeau régional (bannière héraldique, avec la croix blanche sur fond rouge de la Savoie discernable) (au fond) et le drapeau régional bleu (avec le logo dans un cercle blanc) mis en berne devant le siège du conseil régional à la suite de l'assassinat de Samuel Paty (2020).

La région a envisagé, en 2017-2018, se doter d'armoiries officielles reprenant celles de l'Auvergne, de la Savoie, du Lyonnais et du Dauphiné en reprenant le travail du doctorant en histoire Matthieu Casali et en le déclinant en drapeau,,. Son blasonnement est écartelé, au premier d’or au gonfanon de gueules bordé de sinople (Auvergne), au deuxième de gueules à la croix d’argent (Savoie), au troisième de gueules au lion d’argent (Lyonnais), au quatrième d’or au dauphin d’azur, crêté, barbé, loré, peautré et oreillé de gueules (Dauphiné).

Armes d’Auvergne-Rhône-Alpes

La région s’est aussi doté d’un logo :

Logo d’Auvergne-Rhône-Alpes

Les divers drapeaux de la région dérivent du blason ou du logo.
Quel que soit le statut de ces drapeaux, et bien que la région communique peu à leur sujet, ces drapeaux sont réellement utilisés. La bannière armoriée est utilisée en arrière-plan lors des conférences de presse, ainsi que lors d’événements. Devant le siège du conseil régional, on a pu voir deux drapeaux régionaux arborés en même temps : la bannière armoriée et le drapeau bleu au logo, réunissant ainsi le passé historique et le présent de la région.

## Description des drapeaux d’Auvergne-Rhône-Alpes
Le drapeau de la région se présente sous la forme d'une bannière armoriée dont le dessin est calqué sur celui du blason.

- Le drapeau auvergnat occupe le quart supérieur gauche. Il voit ses origines dans le blason de l'Auvergne, le gonfanon, apparu à l'époque médiévale. Le blason de l'Auvergne, d’or au gonfanon de gueules bordé de sinople, a été pris par les comtes d'Auvergne depuis au moins le XIIe siècle, les sceaux et l'iconographie des comtes Robert IV et Guy II présentant déjà le gonfanon pour emblème de l'Auvergne. L'origine de cet emblème n'est pas certaine. Il pourrait également s'agir de la bannière de l'abbé d’Aurillac autour de laquelle se rallièrent les chevaliers de la nation d'Auvergne lors de la conquête de Jérusalem.
- Les armoiries de Savoie apparaissent dans le quart supérieur droit. Il reprend les armes des comtes et ducs de Savoie : de gueules à la croix d'argent, dite aussi croix de Savoie. L'origine de cette croix de Savoie est incertaine et varie selon les sources. Toutefois, le premier usage attesté par les comtes de Maurienne, devenus comtes de Savoie, remonte à un pennon d'un sceau sur une charte datant de 1143, du comte Amédée III. Ce sceau est conservé à l'abbaye territoriale de Saint-Maurice d'Agaune. Toutefois son usage n'est pas constant et est alterné avec l'aigle, selon la politique guelfe ou gibeline des comtes. Jean Cabaret d'Orville, chroniqueur du XVe siècle, la faisait remonter à la participation à la deuxième croisade du comte Amédée III. Toutefois, cet engagement remonte à 1147, soit quelques années après le sceau. Amédée V l'adopte au XIVe siècle et son usage devient définitif. La décision serait prise après la victoire, en 1315, d'Amédée V, venu en aide des chevaliers de Saint Jean contre les Ottomans à Rhodes. Ce blason est ainsi devenu l’emblème principal de la maison de Savoie.
- Les armoiries de Lyon et du Lyonnais, auxquelles ont été retirées les fleurs de lys, figurent dans le quart inférieur gauche. Le lion de Lyon et du Lyonnais est un cas d'armes parlantes.
- Les armories du Dauphiné, issues des armes du Dauphiné de Viennois, sont présentes dans le quart inférieur droit. Le dauphin du Dauphiné est un cas d’armes parlantes.

Drapeau de l'Auvergne
Drapeau de la Savoie
Drapeau du Lyonnais
Drapeau du Dauphiné

Les bannières armoriées des deux anciennes régions fusionnées sous le nom d’Auvergne-Rhône-Alpes étaient les suivantes : 

Bannière armoriée de l’ancienne région Auvergne
Bannière armoriée de l’ancienne région Rhône-Alpes

Le département des Hautes-Alpes ayant été constitué à partir de la partie sud-est de l’ancienne province du Dauphiné, ce Dauphiné se retrouve dans les armes (écu) et la bannière armoriée de la région Provence-Alpes-Côte-d'Azur (PACA) — ces deux régions comportant aussi le terme « Alpes » dans leurs appellations respectives :

Bannière armoriée de la région Provence-Alpes-Côte-d’Azur (PACA)

Il existe une variante à la bannière armoriée, un drapeau blanc chargé de l’écu de la région : 

Drapeau comportant les armes de la région sur fond blanc
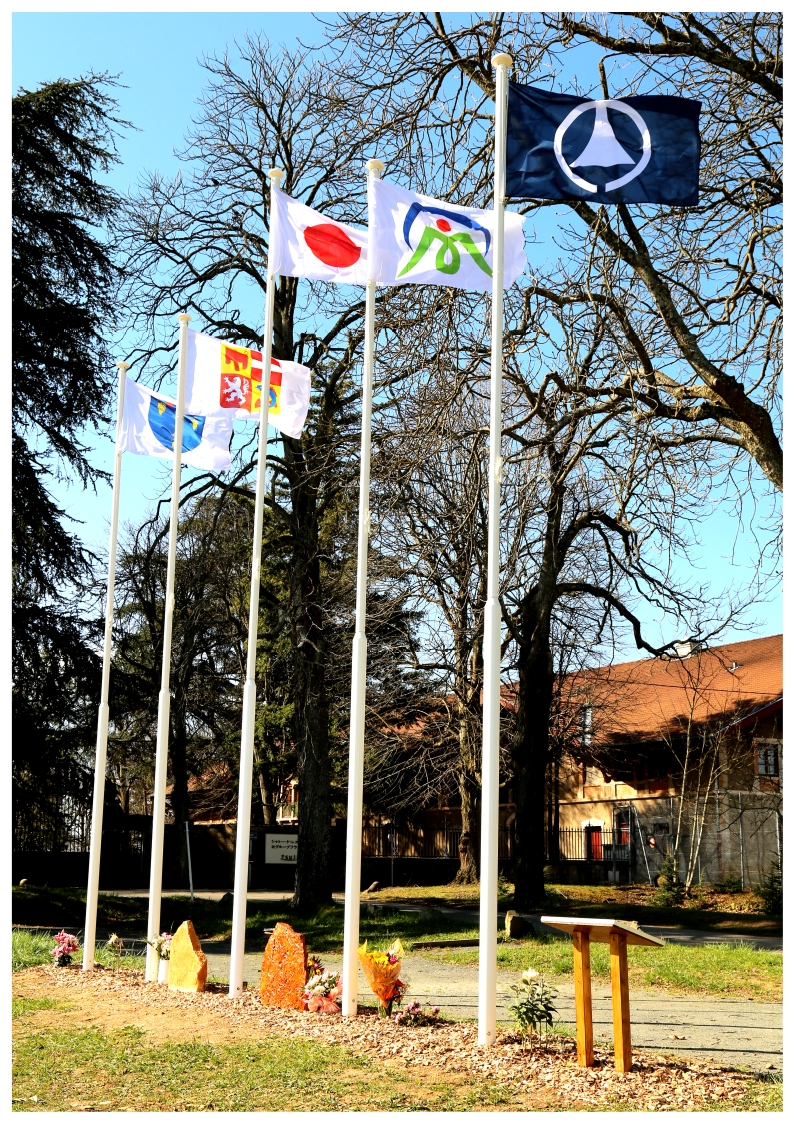
Drapeau comportant les armes de la région sur fond blanc, drapeau arboré (parmi cinq autres) à côté du drapeau du Japon au château Tsuji de Liergues en 2020

Un autre drapeau de la région s’apparente au logo de la région. Ses couleurs sont bleu (le fond) et blanc : 

Autre drapeau d’Auvergne-Rhône-Alpes